# Схеллейнен
Схеллейнен (нід. Schelluinen) — село в нідерландській провінції Південна Голландія. Входить до муніципалітету Моленланден. Його населення станом на 2017 рік складало 1480 осіб.
До 1986 року мало статус окремого муніципалітету.

## Галерея

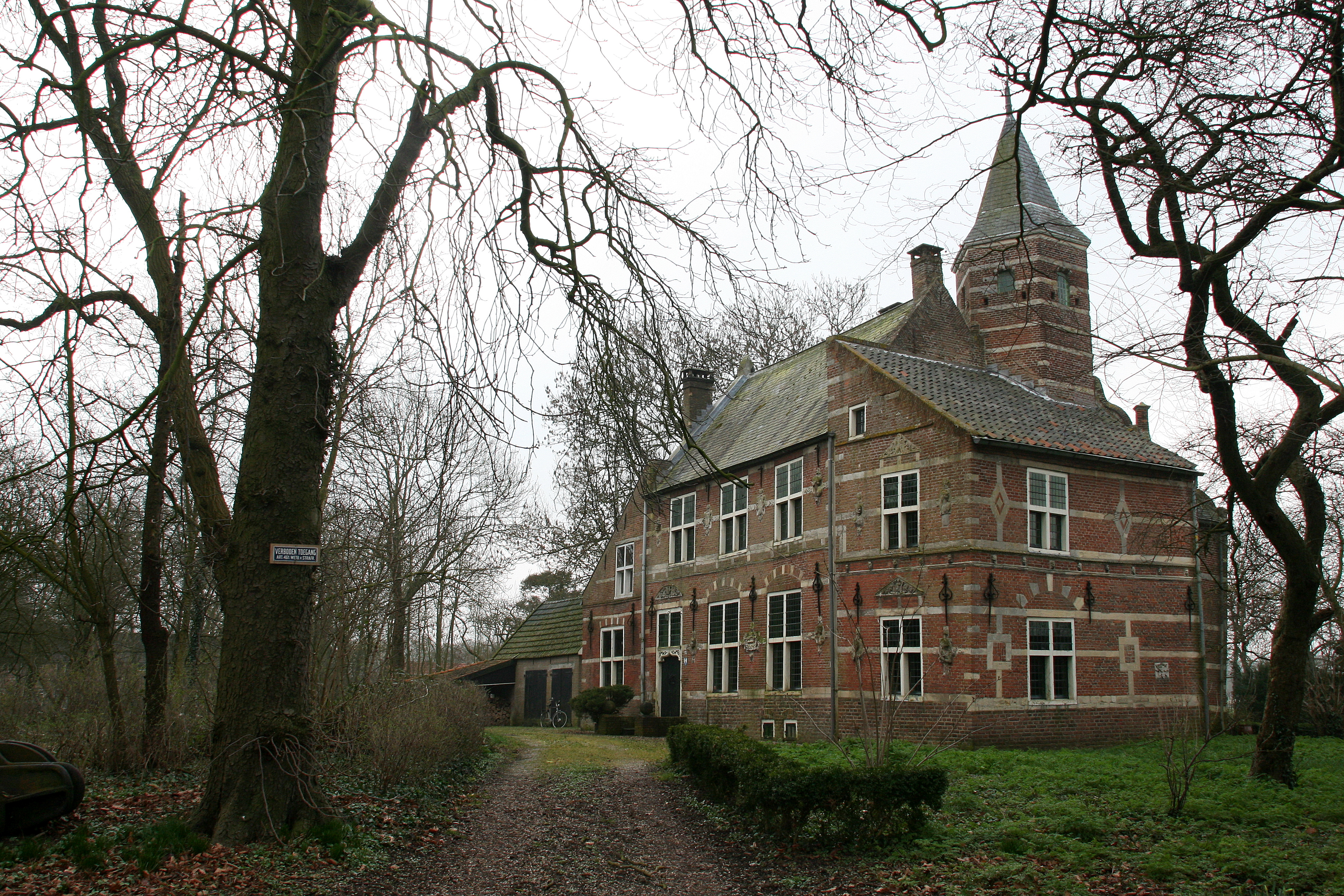
Замок у Схеллейнені